# Gottfried Benn
Gottfried Benn, nemški zdravnik, pisatelj, pesnik, * 2. maj 1886, Mansfeld, † 7. julij 1956, Zahodni Berlin.

## Zgodnje otroštvo
Gottfried Benn je bil rojen 2. maja 1886 kot drugi izmed sedmih otrok protestantskega pastorja Gustava Benna in nekdanje francoske vzgojiteljice Caroline Benn v vasi Mansfeld pri  Pritzwalku v okrožju  Westprignitz. Ko je bil star šest mesecev, se je družina preselila v Sellin v Neumarku. Glede na zaslužek deželnega župnika so bili prisiljeni izboljšati svoje ekonomske razmere z lastno manjšo kmetijo. Svoje otroštvo je tematiziral v različnih spisih, črticah in pesmih v hrepenečem tonu kot nezavedne srečne čase.
Odločilnega pomena za Bennovo socializacijo je bil njegov socialni položaj. Sočasno je odraščal s kmečkimi otroci kot tudi s sinovi vzhodno elbskega plemstva. Kljub privilegiranemu  položaju, ki ga je imel zaradi očetove funkcije in izobrazbe, ni spadal k sloju sinov junkerjev. Bennov biograf Thilo Koch omenja posledice teh dejavnikov kot so Bennova nedokončana socializacija in izkoreninjenost ter  težki občutki zaradi revščine, zaradi česar se je tudi v poznejšem življenju spopadal z manjvrednostnim kompleksom.

## Odnos do staršev
Bennov odnos do očeta je bil v otroštvu in mladosti zelo napet in poln obojestranske odtujenosti. Oče je bil zanj s svojim patriarhalnim, pietističnim in tudi social-demokratičnim značajem vedno trn v peti. Benn ga je s svojimi besedami opisal kot velikega gorečneža in fanatika. Pozneje je Benn dokončno odklonil versko prepričanje. Do matere je bil veliko bolj naklonjen, kar se kaže v njegovi pesmi Mati (nem. Mutter) ob njeni smrti leta 1912. Ko je njegova mati tedaj bolehala za rakom dojke, mu oče zaradi verskih zadržkov ni dovolil, da bi materi z morfijem lajšal bolečine, čeprav je bil takrat že izkušen zdravnik. To je vodilo do spora med njim in njegovim očetom, zaradi česar je Benn v nadaljnjih letih prekinil stike z njim.

## Gimnazijsko obdobje
Od septebmra 1897 do septembra 1903 je obiskoval srednjo šolo Friedrichs-Gymnasium v Frankfurtu (Oder). Pri večini predmetov je imel povprečne ocene, razen pri latinščini in stari grščini, kjer je bil precej uspešen. Pozneje se je to v njegovem pesništvu zrcalilo skozi motive, ki jih je črpal iz grške antike, njene mitologije in sveta božanstev, kot sta na primer Orfejeva smrt in Ikar.

## Študij
Po maturi, septembra leta 1903, je Benn želel čim prej začeti s študijem medicine, kar pa je bilo v nasprotju s pričakovanji njegovega očeta. Temu se je ta študij zdel predolg in predrag, Benna pa je videl kot svojega naslednika v župniji. Zato se je v zimskem semestru leta 1903/1904 Benn vpisal na študij evangeličanske teologije in filozofije v Marburgu. Po zimskem semestru leta 1904/1905 se je prepisal na študij filologije na Univerzi cesarja Wilhelma v Berlinu. Za nobenega od izbranih študijev ni pokazal resnega interesa. Posledično je bil poleti leta 1905 z univerze izključen, domnevno zaradi lenobe. Po tem mu je oče končno pustil prosto pot pri izbiri študijske smeri. Zaradi prevelikih stroškov je v poštev prišla le ena študijska smer, in sicer vojaško zdravstveno izobraževanje za sanitetnega oficirja na Univerzi cesarja Wilhelma. Ta mu je omogočila skorajda brezplačno izobraževanje pod pogojem, da je za vsak študijski semester moral eno leto opravljati poklic vojnega zdravnika. 
Od oktobra leta 1910 je bil pomožni zdravnik pri pehoti polka/regimenta 64 v Prenzlavu, od oktobra 1910 do novembra 1911 pa je hospitiral tudi kot pomožni zdravnik pri Karitasu; domnevno na psihiatriji. V tem času je spisal številne medicinske študije o vprašanjih iz področja psihiatrije ter za eno od njih leta 1910 prejel prvo nagrado Berlinske medicinske fakultete. Z besedami Nika Grafenauerja se je Benn »živo zanimal za vpliv fiziološkega ustroja telesa na duševno življenje«. Oktobra 1911 je opravil medicinski državni izpit, strokovni izpit in leta 1912 z dizertacijo O pogostosti diabetesa mellitusa v vojski (Die Häufigkeit von Diabetes mellitus im Heer) napredoval do naziva doktorja medicine.
Med letoma 1910 in 1912 se je povezal s pesniki in novinarji ekspresionizma kot so bili Carl Einstein, Alfred Lichtenstein, Franz Pfemfert, Herwarth Walden ter Paul Zech. Že v času študija je začel objavljati svoja prva dela. To so bile štiri pesmi v letu 1910, tekst z naslovom Pogovor (nem. Gespräch), ki je izšel istega leta v časopisu Der Grenzbote ter prozna besedila Pod skorjo velikih možganov in Pisma z morja (nem. Unter der Großhirnrinde. Briefe vom Meer) leta 1911. V obeh besedilih nastopata dva protagonista, ki v fiktivnih pogovorih diskutirata o nasprotujočih si parih, kot so razum in duša, zavedno in nezavedno ter o sestavnih modelih pesništva. Po teh objavah je Benn kmalu postal znan in pozornost zbujajoč avtor v literarnih krogih.

## 1912 - 1914
Od poletja leta 1912 je služil kot zdravnik pri pionirskem bataljonu v berlinskem okrožju Spandau. Že marca 1913 je zaradi zdravstvenih razlogov (zdrk ledvice) zapustil vojsko. Po tem se je zaposlil kot asistent patologije na kliniki Westend na Spandauer Dammu v berlinskem okrožju Charlottenburg. Tam je po dokazano 197-ih opravljenih obdukcijah razvil svoj natančen opisovalni stil, kot pričajo njegovi obdukcijski protokoli. Ob koncu leta 1913 je bil premeščen na vodilno mesto patologije ginekološke bolnišnice Charlottenburg. Tudi to delovno mesto je na začetku leta 1914 na »lastno željo« zapustil. Njegove izkušnje zdravniškega poklica pridejo do izraza v pesmih iz ciklusa Morgue. Ta njegova prva pesniška zbirka je izšla leta 1912 pod naslovom Morgue in druge pesmi (nem. Morgue und andere Gedichte (1912)). Niko Grafenauer jo opisuje kot »ciklus sarkastično rezkih in hkrati s tragično vsebino napoljnjenih verzov«, za katere je značilna »groba slikovitost z navidezno ciničnim medicinskim žargonom«. Zaradi Bennovega navidez neobčutljivega in brutalnega sloga je zbirka kmalu postala škandal. Poleti leta 1912 je spoznal pesnico Else Lasker-Schüler, s katero se je zapletel v ljubezensko razmerje.
Leta 1914 je stopil v zakon z Edith Brosin, rojeno Osterloh. 8. septembra 1915 se jima je rodila hčerka Nele.

## Prva svetovna vojna
Vojna se mu je zdela daleč in tuja. Svojo aktivnost in pozornost je usmerjal navznoter, k sebi in tu razvil statično pojmovanje sveta in zgodovine, kar je temelj njegovega pasivnega zgodovinskega subjekta. Takoj ob začetku vojne je bil vpoklican in sprva postavljen na Zahodno fronto v Feldlazarettnu. Potem je bil prisoten pri zavzetju Antwerpna in bil zato odlikovan z železnim križcem drugega razreda za enega prvih sanitetnih oficirjev. Takoj zatem je bil v zaledju okupirane Belgije postavljen za zdravnika v bolnišnici za prostitutke. Benn je pozneje to fazo svojega življenja opisoval v skoraj otožnem spominu kot čas socialnih in službenih obveznosti svobodnega življenja, ter tudi kot čas razosebljenja v izrednih okoliščinah.
V tem času se je Benn za kratek čas umetniško vzpodbujal z jemanjem kokaina, kar se da sklepati tudi iz odlomkom njegovih spisov, kot je Arlesov vrt, II, 84 (nem. Der Garten von Arles, II, 84 ) in njegovih pesmi Kokain in O noč (nem. O Nacht).
Službeno je moral biti prisoten pri ekskurzijah, zato je bil prisoten tudi pri usmrtitvi vohunstva obsojene britanske medicinske sestre Edith Cavell, in je kot uradni zdravnik potrdil njeno smrt. Po spominih Thee Sternheim je Benn ekskurzijo Cavellove označil kot »zastrašujočo zdravnikovo stvarnost«, kot z vojno pogojeno nujo in normalnost. V časopisu Berliner Abendzeitung je kot priča opisal potek sojenja in usmrtitev. Čeprav je Cavellovo opisoval z empatijo, je takratno dogajanje ocenil kot neizbežno in zgodovinsko dosledno posledico takratnega časa.

## 1917 - 1928
Poznega poletja je bil Benn več kot eno leto pred koncem vojne demobiliziran. Razlogi za to niso znani. Nato se je v Berlinu za nekaj tednov zaposlil kot zdravnik pomočnik za dermatologijo pri Karitasu, preden je odprl svojo lastno ordinacijo kot specialist za kožne in spolne bolezni na Belle-Alliance-Straße 12 (danes Mehringdamm 38), v kateri je tudi stanoval. Njegova žena in hčerka sta sicer živeli v družinskem stanovanju na Passauer Straße 20. Sodeč po spominih njegove hčerke je bil oče bolj ali manj odsoten. Potreboval je svojo neodvisnost za literarno ustvarjanje in za nemoteno izživljanje spolnih dogodivščin. Ohranjena Bennova pisma iz tega obdobja nakazujejo na njegovo takratno ne preveč dobro telesno in duševno počutje. Posledično je k temu lahko prispeval nesrečen zakon, dolgčas vsakodnevnih poslovnih obveznosti ter splošna depresija. Tudi njegova zdravniška praksa ni žela posebnega/omembe vrednega uspeha. 
Leta 1922 je umrla Edith Benn, njegova prva žena, njuna hčerka pa je potem odraščala pri danski operni pevki Ellen Overgaard. 
V dvajsetih letih so nastale nove pesmi, kot tudi eseji Moderni jaz (nem. Das moderne Ich (1920)) in prozni tekst Poslednji jaz (nem. Das letzte Ich). Radikalno avantgardistično besedišče njegovih prvih pesnitev se je omehčalo proti koncu dvajsetih, ter pridobilo na mehkejšem tonu v skladu s tradicijo. Omembe vredna sta tudi eseja Genij in zdravje ter Problemi genija (1930) v katerih Benn zastopa tezo, da je genij bolezen, ki je v svojem bistvu tragična in odrešilna.

## Od 1932 do 1945
Benn ni bil nikoli aktiven v katerem od takrat zelo priljubljenih literarno-svetovno-nazorskih krogih kot je na primer tako imenovani George-krog (nem. George-Kreis), poimenovan po nemškem pesniku Stefanu Georgu ali član katere koli od številnih reakcionarnih političnih skupin po letu 1918. 
V dvajsetih letih ga je sprva začel privlačiti italijanski fašizem kot je na primer upodobljen skozi umetniški program futurista Marinettija. Razvidna je tudi Bennova določena duhovna bližina temam in predstavam mislecev konzervativne revolucije.  
V svojem radijskem govoru Nova država in intelektualci (nem. Der neue Staat und die Intellektuellen (1933)) je 24. aprila 1933 po Berlinskem radiu »razglasil konec internacionalizma in liberalizma« … »in pozdravil nacionalne socialiste kot nov biološki tip neke heroične mlade generacije prihodnosti«. 29. aprila 1933 je podpisal Zaprisego najzvestejših privržencev Adolfa Hitlerja (nem. Das Gelöbnis treuester Gefolgschaft für Adolf Hitler), ki je bila natisnjena 26. oktobra leta 1933.
Samovolja in nepravičnost bojkota Judov, posebej v zvezi s petimi zdravniki, ki so prakticirali v njegovi hiši, sta pri njem že leta 1933 začeli zbujati dvome o novi državi. Bennove objave po letu 1934 zato močneje odklanjajo in kritizirajo NS-režim.
Odgovor na vprašanje, zakaj se je javno postavil za stranko nacionalsocialistične države, je danes po nekaterih navedbah pojasnjen kot »nesporazum« („Missverständnis“ (DER SPIEGEL 14/1950)). Na to razlago napeljuje tudi Benn sam v svoji povojni avtobiografiji Dvojno življenje (nem. Doppelleben).
V svojem Odgovoru literarni emigraciji (nem. Antwort an die literarischen Emigranten) javno in v masovnih medijih (časopisi in radio) reagira tudi na privatne očitke Klausa Manna ter upravičuje svoj obstanek v nacionalsocialistični Nemčiji od leta 1933.
Po septembru 1933 ni smel objaviti nobene svoje pesmi in njegovo dovoljenje za delo zdravnika pa je bilo ogroženo, od maja 1934 pa je dobil še prepoved predavanja prek radia. Kmalu, še istega leta, so ga napadli različni nacionalistični organi, kot na primer časopis Schwarzen Korps Börriesa von Münchhausna (in drugih), ki so ga zaradi njegovega imena, ki naj bi napeljevalo na judovskega »Bena«, poskušali označiti za Juda in ga s tem očrniti. Na Münchhausnova pripisovanja je Benn reagiral s poudarjanjem svojega porekla nemškega župnišča v spisu Življenjska pot nekega intelektualca (nem. Lebensweg eines Intellektualisten (1934)). Te genealoške izpeljave mu nazadnje niso koristile. Leta 1935 se je razočaran umaknil iz literarnega in političnega življenja.
Leta 1938 se je poročil s svojo tajnico Herto von Wedemeyer. 
Od leta 1938 je pisal precej osebna javna pisma, zaradi katerih bi lahko, po mnenju Petra J. Brennerja, z lahkoto pristal v koncentracijskem taborišču. Leta 1938 je dobil prepoved pisanja.
Leta 1945 se je vrnil v Berlin in spet začel delati kot zdravnik v svoji lastni ordinaciji. 2. julija si je njegova žena Herta iz strahu pred posilstvom in umorom vojakov Rdeče armade s ciankalijem vzela življenje.